# Episodi de Il clandestino
La serie televisiva Il clandestino, composta da 12 episodi, è stata trasmessa in prima visione su Rai 1 dall'8 aprile al 14 maggio 2024 con due episodi alla volta in sei prime serate.
| nº | Titolo                       | Prima TV       |
| -- | ---------------------------- | -------------- |
| 1  | La piccola Milano            | 8 aprile 2024  |
| 2  | Milano calibro 9x19          | 8 aprile 2024  |
| 3  | Chinatown                    | 15 aprile 2024 |
| 4  | La settimana della moda      | 15 aprile 2024 |
| 5  | Il processo                  | 22 aprile 2024 |
| 6  | Barrio corvetto              | 22 aprile 2024 |
| 7  | La ragazza scomparsa         | 6 maggio 2024  |
| 8  | Il cielo sopra Lambrate      | 6 maggio 2024  |
| 9  | La notte                     | 13 maggio 2024 |
| 10 | Il cingalese                 | 13 maggio 2024 |
| 11 | Le tre mogli - Prima parte   | 14 maggio 2024 |
| 12 | Le tre mogli - Seconda parte | 14 maggio 2024 |

## La piccola Milano
- Diretto da: Rolando Ravello
- Scritto da: Ugo Ripamonti, Renato Sannio e Michele Pellegrini

### Trama
L'ex ispettore capo dell'antiterrorismo Luca Travaglia, in seguito ad un attentato apparentemente eseguito dalla sua compagna Khadija, di origine libica, morta nell'esplosione, nel quale Sergio Bonetti, il più giovane dei suoi agenti, ha perso l'uso delle gambe, decide di lasciare la polizia. Non riuscendo a superare il trauma e a capacitarsi dell'accaduto, Luca, decide di trasferirsi da Roma a Milano, dove inizia a lavorare come buttafuori nelle discoteche e come guardia del corpo della scrittrice Carolina Vernoni su richiesta del suo amico vicequestore Claudio Maganza. Travaglia inizia a fare anche l'investigatore privato su iniziativa di Palitha, un cingalese che lo ospita nel retro della sua officina, per il recupero di un'auto rubata. Un giovane ragazzo di origine marocchina di nome Samir, figlio di Alì, un amico di Palitha, è un piccolo spacciatore oltreché rapper emergente che sembrerebbe essere finito nel mirino del narcotrafficante Beslama Dilar a causa di una partita di droga nascosta proprio nella macchina e poi sparita. Travaglia scoprirà che il boss, vecchio amico del padre, lo aveva voluto solo spaventare per spingerlo a cambiare vita. Il ragazzo allora parte assieme al padre per il Marocco dove potrà continuare a studiare e a incidere i suoi brani musicali.
- Altri interpreti: Jonis Bascir (Beslama Dilar), Hedy Krissane (Alì), Jeda Lenfoire (Samir).
- Ascolti: telespettatori 3 998 000 – share 19,64%[3].

## Milano calibro 9x19
- Diretto da: Rolando Ravello
- Scritto da: Ugo Ripamonti, Renato Sannio e Michele Pellegrini

### Trama
Un ladro romeno di nome Floran viene ucciso nel tentativo di rapinare un gioielliere. Palitha convince Luca a lavorare al caso su richiesta di Andrea Adani, datore di lavoro e amante dello stesso Floran. Luca non crede alla legittima difesa perché convinto che l'orefice abbia consegnato alla polizia un'altra pistola e non quella con la quale ha sparato al ragazzo, un'arma totalmente automatica non detenibile da civili ma in dotazione all'antiterrorismo. L'ex poliziotto si infiltra nella compagnia del gioielliere, un gruppo di uomini dediti a ritrovarsi per divertirsi a sparare con armi di grosso calibro anche illegali, scoprendo che Floran forniva loro armi comprate sul dark web. La polizia interviene in tempo arrestando l'uomo che confessa di aver ucciso il ragazzo che lo minacciava e al quale aveva rifilato un orologio da polso di poco valore. Il vicequestore Maganza consegna a Luca una licenza provvisoria così da poter lavorare senza problemi.
- Altri interpreti: Stefano Guerrieri (Federico), Angelo Donato Colombo (Levati), Andrea Bruschi (Andrea Adani).
- Ascolti: telespettatori 3 107 000 – share 19,49%[3].

## Chinatown
- Diretto da: Rolando Ravello
- Scritto da: Ugo Ripamonti, Renato Sannio e Michele Pellegrini

### Trama
Una donna cinese si rivolge a Luca e Palitha poiché sospetta che il marito possa frequentare una massaggiatrice cinese. Luca si finge quindi un cliente della massaggiatrice, la cinese Kumiko, e installa una telecamera nascosta nella stanza che successivamente riprende una scena di sesso tra la ragazza e il marito della donna cinese. Il video a sorpresa diventa virale: si scopre così che l'uomo coinvolto è l'assessore Arturo Galassi e che la donna che si era presentata da Luca e Palitha non è la vera moglie. Luca capisce che è stato lo stesso Galassi ad architettare il piano per non essere più costretto a favorire i malavitosi che lo ricattavano e lo convince a denunciarli finendo sotto protezione con la famiglia.
- Altri interpreti: Stefano Guerrieri (Federico), Jerry Mastrodomenico (Arturo Galassi), Yoon C. Joyce (Wen Xi), Liyu Jin (Guo Lan), Elisa Wong (Kumiko), Giulio Maroncelli (Oscar).
- Ascolti: telespettatori 3 606 000 – share 18,00%[4].

## La settimana della moda
- Diretto da: Rolando Ravello
- Scritto da: Ugo Ripamonti, Renato Sannio e Michele Pellegrini

### Trama
A Luca viene chiesto di proteggere durante la settimana della moda una modella di origini algerine di nome Aida, finita apparentemente nel mirino del padre per le sue scelte di vita. A minacciarla è un garagista milanese convertitosi all'Islam che trova che la scelta della ragazza di vivere la sua vita senza imposizioni sia blasfema. Intanto la figlia di Carolina si confida con Luca dicendole che la madre sta mentendo e che non è quella che sembra.
- Altri interpreti: Stefano Guerrieri (Federico), Jonis Bascir (Beslama Dilar), Chiara Scelsi (Aida), Angelo Di Figlia (Ettore Pettinelli).
- Ascolti: telespettatori 2 947 000 – share 18,40%[4].

## Il processo
- Diretto da: Rolando Ravello
- Scritto da: Ugo Ripamonti, Renato Sannio e Michele Pellegrini

### Trama
Luca e Palitha vengono ingaggiati da due ragazzine rom: un loro fratello è accusato dalla loro comunità di aver causato la morte di un connazionale e di dover quindi subire la giustizia degli anziani, i quali condannerebbero lui e la sua famiglia a dover dare tutti i loro averi alla famiglia del ragazzo morto e ad andare in esilio, diventando così dei reietti. Luca scoprirà che il ragazzo è stato ucciso su ordine di un ricco uomo d'affari che non approvava che il giovane frequentasse sua figlia. In seguito, dopo aver assistito ad una prima di uno spettacolo alla Scala, l'ex ispettore finisce a letto con Carolina. Palitha, il quale aveva un po' il dente avvelenato verso i rom, dato che l'ultima volta che si erano aggirati da quelle parti gli era stato rubato un compressore, una volta risolto il caso e scagionato il ragazzo, vede ricomparire il suo compressore davanti alla porta dell'officina con un biglietto di ringraziamento.
- Altri interpreti: Nicola Pannelli (questore), Iordan Milan Negru (Milos Jovic), Marine Galstyan (madre di Lumi).
- Ascolti: telespettatori 3 189 000 – share 16,40%[5].

## Barrio corvetto
- Diretto da: Rolando Ravello
- Scritto da: Ugo Ripamonti, Renato Sannio e Michele Pellegrini

### Trama
Un ragazzo di origine ispanica, durante un pestaggio da parte di una gang, viene ferito con un machete. La Polizia ha dei sospetti sui responsabili perché ha acquisito un video di sorveglianza; vengono così convocati in Questura, tra gli altri, i genitori di uno dei giovani aggressori, due immigrati peruviani che col duro lavoro cercano di costruire una vita migliore per se stessi e loro figlio. Filipa nega che il ragazzo nel video sia suo figlio Santiago perché non vuole accettare la realtà, ma il padre Alfredo lo riconosce. Anziché dirlo alla Polizia, però, ingaggia Luca affinché tenga d'occhio il ragazzo e lo protegga. Le forze dell'ordine, infatti, sono sulle tracce della gang e stanno aspettando che compia un passo falso per arrestare tutti gli affiliati. Si sospetta che i delitti che si stanno perpetrando siano dei riti di iniziazione ai quali i giovani ragazzi vengono sottoposti per essere accettati all'interno della banda.
Luca, sfruttando le informazioni estorte ad un membro della gang, riesce a sapere il luogo della rapina che hanno in programma, un piccolo supermercato, ed a sottrarre il ragazzo dall'arresto durante una retata della Polizia: il ragazzo è salvo e, dopo un duro confronto col Clandestino, capirà il suo errore, ma Luca per aver agito di testa sua perderà la fiducia di Claudio.
- Altri interpreti: Simone Colombari (Carvelli), Nicola Pannelli (questore), Alessandro Lussiana (Alfredo Guzzman), Yeremi Vinueza (Santiago Guzzman), Mariana Manzano (Filipa Guzzman), Cisky Capizzi (proprietario discoteca), Raffaella Camarda (infermiera).

- Ascolti: telespettatori 2 669 000 – share 17,00%[5].

## La ragazza scomparsa
- Diretto da: Rolando Rovello
- Scritto da: Ugo Ripamonti, Renato Sannio e Michele Pellegrini

### Trama
Irina, ragazza polacca assistente del professor Montechi, docente universitario molto noto, sparisce nel nulla e il suo fidanzato Adamo, assiduo frequentatore di una palestra di pugilato, ingaggia Luca affinché scopra cosa ne è stato di lei. Luca scopre che la ragazza era incinta e sospetta che il bambino possa essere del professore, uomo molto conservatore e sposato, ma successivamente il signor Montechi e sua moglie Sara, anch'ella incinta nonostante l'età avanzata, lo convincono che la ragazza ha abortito ed è poi ritornata nel suo Paese di origine, la Polonia.
Informato Adamo, Luca se ne torna a casa per poi ricevere una telefonata dal ragazzo, durante la quale questi rivela la sua natura ossessiva e possessiva dicendo che è a casa del professore, dove scopre che l'uomo e sua moglie stanno nascondendo Irina, effettivamente incinta. Adamo rapisce la ragazza portandola via con se in una folle corsa in auto, ma hanno un incidente d'auto fortunatamente senza conseguenze; Luca scopre che la moglie del professore non è incinta, ma sta solo fingendo: i due infatti non possono avere bambini e sono d'accordo di prendere come loro figlio il bambino di Irina. Dopo aver chiamato un medico per sincerarsi delle condizioni della ragazza e del bambino che porta in grembo, la situazione si normalizza con i due giovani Irina e Adamo che si chiariscono e si riavvicinano.
- Altri interpreti: Sergio Pierattini (prof. Montechi), Sofija Zobina (Irina Kwiatrowski), Antonio Catalano (Adamo), Cecilia Cinardi (Sara Mazzei).

- Ascolti: telespettatori 3 200 000 – share 16,40[6].

## Il cielo sopra Lambrate
- Diretto da: Rolando Rovello
- Scritto da: Ugo Ripamonti, Renato Sannio e Michele Pellegrini

### Trama
Luca e Palitha vengono ingaggiati da una signora che cerca il marito, Aurelio Negrini, uscito per andare a cercare un ingaggio in nero in qualche cantiere edile e mai tornato a casa. Con uno stratagemma i due si fanno assumere in nero nello stesso cantiere dove avrebbe cercato ingaggio l'uomo. Scoprono un giro di caporalato, gestito da due imprenditori edili particolarmente crudeli. Luca riesce a risalire a ciò che è successo: durante i lavori Aurelio aveva difeso un suo collega dal caporale che durante una lite per la paga voleva spingerlo giù dal ponteggio e, a seguito dei concitati eventi erano caduti insieme; Aurelio si era rotto una gamba mentre il caporale era morto ed era stato seppellito temporaneamente nel cantiere in attesa di farlo "sparire" definitivamente all'interno di una prossima colata di calcestruzzo. Aurelio si sta nascondendo e non vuole andare in ospedale per timore di essere accusato di omicidio. Luca invece lo convince a farsi curare e così la donna può riabbracciare il marito Aurelio. Tutti i colleghi di Aurelio testimonieranno a suo favore per avvalorare la legittima difesa. Nel frattempo il marito di Carolina torna a Milano informandola del fatto che è al corrente della sua relazione con Luca e che ha dovuto comprare delle foto compromettenti che la ritraggono insieme a Luca per evitare che finissero sui giornali.
- Altri interpreti: Simone Colombari (Carvelli), Mauro Marino (Aurelio Negrini), Stefano Guerrieri (Federico), Simone Gandolfo (Paolo Zannatta), Miloud Mourad Benamara (Kerim Sukur), Sergio Pierattini (prof. Montechi), Anna Cianca (Linda Negrini), Adriana Papana (Veronica Safinova), Lulzim Kembaci (muratore albanese), Thomas Kadman (muratore bergamasco), Faouzi Ayari (muratore egiziano), Alfredo Bonetti (guardia cantiere), Roberto Simonte (cliente di Veronica), Florjan Laci (muratore albanese).
- Ascolti: telespettatori 2 743 000 – share 17,30%[6].

## La notte
- Diretto da: Rolando Ravello
- Scritto da: Ugo Ripamonti, Renato Sannio e Michele Pellegrini

### Trama
Carolina incontra Luca in auto dicendogli che suo marito ha scoperto la loro relazione e che non possono più continuare a vedersi. Il professor Montechi riferisce a Luca che un'operazione molto costosa potrebbe consentire a Bonetti di tornare a camminare. Il Commendator Arturo Motti, un ricco imprenditore milanese, ingaggia Luca e Palitha per trovare il responsabile della morte del suo unico figlio Ludovico, morto per overdose di cocaina durante una serata in discoteca. L’uomo tuttavia, disposto a tutto pur di vendicare il figlio, ingaggia contemporaneamente anche altri investigatori privati e pure ex galeotti, indicendo una vera e propria caccia all’uomo. Luca intuisce di doversi quindi sbrigare a trovare i responsabili prima degli altri. Rintracciato dapprima il fornitore della cocaina dal particolare colore rosa e poi lo spacciatore finale che l'aveva fornita a Ludovico, quando quest'ultimo viene catturato dagli uomini assoldati da Motti, Luca rimane invischiato in un conflitto a fuoco venendo ferito gravemente. Viene rinvenuto in fin di vita da Maganza e dai suoi agenti di polizia chiamati da Palitha e portato di urgenza in ospedale.
- Altri interpreti: Simone Colombari (Carvelli), Simone Gandolfo (Paolo Zannatta), Sergio Pierattini (prof. Montechi), Jonis Bascir (Beslama Dilar), Giulia Carpaneto (Sonia), Angelo Libri (spacciatore), Luigi Nicolas Martini (Ludovico Motti), Filippo Panigazzi (Riccardo Del Rosso), Alessandro Cecere (motociclista), Giulia Sara Carolina Ameglio (segretaria Motti), Pietro Besanzoni (figlio di papà), Marco Patrassi (tipo fighetto), Duilio Paciello (uomo Motti 1), Lorenzo Rotatori (uomo Motti 2).
- Ascolti: telespettatori 3 145 000 – share 15,80%[7].

## Il cingalese
- Diretto da: Rolando Ravello
- Scritto da: Ugo Ripamonti, Renato Sannio e Michele Pellegrini

### Trama
Luca viene operato di urgenza in ospedale dove gli vengono estratti due proiettili, uno dall'addome e uno dal braccio. Claudio Maganza intanto viene a sapere da Palitha che Motti avrebbe pagato 100.000 euro e quindi si chiede perché Luca avesse bisogno di così tanti soldi, non sapendo che sarebbero serviti per pagare l'operazione a Bonetti. Durante la convalescenza di Luca, mentre è privo di sensi, un misterioso individuo gli lascia sul comodino una copia dell’ultimo libro di Carolina con una dedica scritta all'interno. Palitha capisce che è arrivato il suo grande momento di indagare in solitaria. Partendo dalla foto in copertina sul libro di Carolina, intuisce che il suo molestatore è il fotografo professionista che l'ha realizzata; spacciandosi per un facoltoso collezionista d'arte riesce ad avvicinarlo ad una sua mostra fotografica e, fingendosi un fabbro a suo dire chiamato dal fotografo che ha scordato le chiavi all'interno, riesce a penetrare nel suo studio, carpendo informazioni che riferisce al suo socio ancora a letto in ospedale. Luca, una volta ripresosi, fa visita in casa al fotografo per farlo parlare; questi gli rivela di essere stato il precedente amante di Carolina, la quale lo aveva illuso invano promettendogli di lasciare suo marito per lui; quindi gli intima con toni minacciosi di lasciare in pace la donna. Rivedendosi poi con Carolina per dei chiarimenti, sentendosi preso in giro a sua volta, la allontana. Intanto il questore, superiore di Maganza, infuriato per l'accaduto e per le continue intromissioni dell'ex poliziotto, gli revoca la licenza da investigatore e gli intima di lasciare Milano con un Foglio di Via imponendogli il domicilio a Roma. Mentre Luca sta preparando la valigia per tornare a Roma, Carvelli il funzionario del Servizi che lo ha spesso aiutato, viene a fargli visita dicendo che forse c'è un modo per evitargli di lasciare Milano.
- Altri interpreti: Simone Colombari (Carvelli), Nicola Pannelli (questore).

- Ascolti: telespettatori 2 748 000 – share 16,80%[7].

## Le tre mogli - Prima parte
- Diretto da: Rolando Ravello
- Scritto da: Ugo Ripamonti, Renato Sannio e Michele Pellegrini

### Trama
Luca, rimasto deluso e senza lavoro, ripiomba momentaneamente nell’alcolismo. A questo punto viene in suo soccorso Carvelli, il quale gli propone di fare da agente di scorta ad un emiro arabo, giunto in città per affari con al seguito le sue tre mogli e la sua scorta personale, che alloggia in un albergo di lusso. Si sospetta che il magnate, dodicesimo in linea di successione nella casata arabo saudita, stia in realtà finanziando di nascosto gruppi terroristici libici. Luca, conoscendo e parlando l'arabo, è la persona adatta per andare sotto copertura, coordinato direttamente da Carvelli e da Maganza, come agente della scorta aggiuntiva italiana assegnata all'emiro, al fine di indagare e scoprire tali affari illeciti, visto che i servizi, nonostante accurate indagini, non sono ancora riusciti a capire con quali modalità l'emiro faccia arrivare i finanziamenti alle cellule di terroristi. Sventando una finta aggressione all'arma bianca, ordita contro di esso da un giovane agente di origini arabe, Joussef, mandato apposta dai Servizi segreti italiani, Luca si guadagna la fiducia dell'emiro che lo vuole espressamente tra gli uomini della sua guardia personale. Ignaro del fatto che Luca comprenda e parli l'arabo, l'emiro incarica uno dei suoi uomini di recarsi ad incontrare qualcuno. Luca e Joussef lo pedinano per scoprire che la persona con cui si doveva incontrare è il fratello di Khadija. Nel frattempo Carolina ha un violento alterco col marito che le rimprovera il fatto che lo stalker fosse un suo ex amante. La figlia Bianca, che ha assistito alla lite, addolorata, preferisce trasferirsi momentaneamente da un'amica.
- Altri interpreti: Simone Colombari (Carvelli), Simone Gandolfo (Paolo Zannatta), Hossein Taheri (Maud Al Assad), Anna Dalton (Ilenia), Francesco Bovara (Giulio).
- Ascolti: telespettatori 2 971 000 – share 15,20%[8].

## Le tre mogli - Seconda parte
- Diretto da: Rolando Ravello
- Scritto da: Ugo Ripamonti, Renato Sannio e Michele Pellegrini

### Trama
Luca continua ad assistere l’emiro durante il suo soggiorno in albergo, dove lo vede spendere in abiti e gioielli per le sue tre mogli; il principe, ormai in confidenza, gli fa notare che per non far ingelosire nessuna di esse, deve sempre comperare tre doni uguali per tutte e tre. Acquista comunque una collana costosissima che fa indossare solo alla prima moglie, prima di prendere l’aereo per tornare al suo Paese. Luca, inviato Bonetti ad indagare presso la gioielleria, scopre che quella indossata dalla moglie è falsa, mentre la vera collana viene scaricata nelle tubature dei bagni dell’albergo per essere poi recuperata dai terroristi libici per finanziare le loro guerre. Assieme a Joussef, l’agente di origine araba, sorprende il fratello di Khadija, uno dei terroristi, nell’atto di recuperare il costoso monile. Questi gli confida che tre anni prima, durante la cena di gala, la sua amata all’ultimo minuto aveva portato fuori la bomba per salvare lui ed evitare il peggio per tutti i commensali. Nel conflitto a fuoco che scaturisce tra i tre, Luca lo neutralizza, mentre l’altro agente viene ferito gravemente e viene portato poi in ospedale, dove rimane in coma farmacologico indotto. Ottenute le prove, l’emiro e i suoi uomini vengono fermati appena in tempo sull'aereo e assicurati alla giustizia. Carolina intanto si decide finalmente a recapitare le carte per il divorzio al marito a Bruxelles e poi parte con la figlia per andare alla cerimonia conclusiva di un prestigioso premio letterario in cui è tra i finalisti. Luca infine lascia l’agenzia investigativa nelle mani di Palitha e, dopo aver salutato in maniera commossa e sentita lui e la moglie Gedara, fa ritorno a Roma nella sua vecchia casa dove conviveva con Khadija. Ritrovata la serenità, volendo lasciarsi alle spalle il passato, decide di gettare via i vestiti di lei, tenendo solo l’anello di fidanzamento che le aveva regalato. Palitha trova il coraggio di telefonare a suo figlio in Olanda, che non sentiva da anni. Da parte sua Maganza decide che è arrivato il momento di fare coming out e mette sulla scrivania un sua foto insieme al compagno. Infine Carvelli su indicazione di Luca va a far visita a Bonetti per un suo possibile reclutamento nei servizi.
- Altri interpreti: Simone Colombari (Carvelli), Simone Gandolfo (Paolo Zannatta), Stefano Guerrieri (Federico), Nicola Pannelli (questore), Hossein Taheri (Maud Al Assad), Anna Dalton (Ilenia), Francesco Bovara (Giulio).
- Ascolti: telespettatori 2 678 000 – share 17,30%[8].